# Khalaj
Pour l’article homonyme, voir Khalaj (Qubadli).
Le khalaj, khaladj ou arghu, est une langue turcique parlée en Iran, à 200 kilomètres au Sud-Ouest de Téhéran, dans 48 villages.

## Classification interne
Le khaladj constitue un groupe séparé à l'intérieur des langues turques. Doerfer nomme cette branche l'arghu (arɣu), d'après le nom d'une des tribus turques du Moyen Âge. La place du khaladj à l'intérieur des langues turques peut être représentée ainsi :
- oghour : bulgare, avar, tchouvache.
  - arghu : khaladj
  - turc commun : oghouz, kiptchak, langues sibériennes

Le khaladj se serait donc séparé de l'ensemble linguistique à l'époque du turc commun, avant la fragmentation de celui-ci en langues occidentales, méridionales et nordiques.

## Histoire de la langue
Pour Doerfer, les Khaladj vivaient à l'origine à l'extrémité nord du domaine turcophone. À partir du IXe siècle ils sont en contact avec des Oghouz, dont ils prennent le nom. En 1073 Mahmud al-Kachgari les nomme « Arghu ». Dans les temps suivants, ces nomades se déplacent vers le Khorassan, puis entre l'Amou-Daria et le Syr-Daria, où leur présence est attestée au XIIIe siècle.
Leur dernière migration se produit vers 1370, où ils s'installent dans le centre de l'Iran. Une partie des Khaladj s'assimilent aux tribus oghouz des Qashqai, tandis que les autres remontent plus au Nord pour s'installer dans la région où vivent toujours leurs descendants.

## Phonologie
Les tableaux présentent les phonèmes vocaliques et consonantiques du khaladj.

### Voyelles
|         | Antérieure                 | Centrale      | Postérieure                 |
| ------- | -------------------------- | ------------- | --------------------------- |
| Fermée  | i [i] ī [iː] ü [y] üː [yː] | ï [ɨ] ïː [ɨː] | u [u] uː [uː]               |
| Moyenne | e [e] eː [eː]              |               | ö [ø] öː [øː] o [o] oː [oː] |
| Ouverte | ä [æ] äː [æː]              | a [a] aː [aː] |                             |

### consonnes
|              |              | Bilabiale | Dentale | Latérale | Palatale | Vélaire | Uvulaire | Pharyng. |
| ------------ | ------------ | --------- | ------- | -------- | -------- | ------- | -------- | -------- |
| Occlusive    | Sourde       | p [p]     | t [t]   |          |          | k [k]   | q [q]    |          |
| Occlusive    | Sonore       | b [b]     | d [d]   |          |          | g [ɡ]   | ɢ [ɢ]    |          |
| Fricative    | Sourde       | f [f]     | s [s]   |          | š [ ʃ ]  | x [ x]  |          | h [h]    |
| Fricative    | Sonore       | v [v]     | z [z]   |          | ž [ ʒ]   | ɣ [ɣ]   |          |          |
| Affriquée    | Sourde       |           |         |          | č [ t͡ʃ ] |         |          |          |
| Affriquée    | Sonore       |           |         |          | dž [ d͡ʒ] |         |          |          |
| Nasale       | Nasale       | m [m]     | n [n]   |          |          | ŋ [ŋ]   |          |          |
| Liquide      | Liquide      |           | r [r]   | l [l]    |          |         |          |          |
| Semi-voyelle | Semi-voyelle |           |         |          | j [ j]   |         |          |          |

## Sources
- (de) Doerfer, Gerhard, Grammatik des Chaladsch, Turcologica, Band 4, Wiesbaden, Otto Harrassowitz, 1988,  (ISBN 3-447-02865-3)
- (ru) Щepбак, A.M., Xaлaджcкий язык, dans Языки мира, Тюркские языки, p. 470-476, Moscou, Izdatel'stvo Indrik, 1997,  (ISBN 5-85759-061-2)